# ريتشارد برنهارد سميث
ريتشارد برنهارد سميث (بالإنجليزية: Richard B. Smith)‏ هو كاتب أغاني وشاعر أمريكي، ولد في 29 سبتمبر 1901، وتوفي في 28 سبتمبر 1935 بسبب سل.

## وصلات خارجية
- ريتشارد سميث على موقع ميوزك برينز (الإنجليزية)
- ريتشارد سميث على موقع ديسكوغز (الإنجليزية)